# 新疆兵团军垦博物馆
新疆兵团军垦博物馆（维吾尔语：شىنجاڭ بىڭتۈەن ھەربىيلەر بوز يەر ئۆزلەشتۈرۈش مۇزيى），即新疆生产建设兵团军垦博物馆，是中华人民共和国第一家以新疆军垦戍边为主题的博物馆。位于新疆维吾尔自治区石河子市北三路。新疆兵团军垦博物馆是国家二级博物馆、全国爱国主义教育示范基地、全国百家红色旅游经典景区、國家4A級旅遊景區。
新疆兵团军垦博物馆的前身为石河子军垦博物馆，于1995年建成开馆。2004年10月，馆址迁入中国人民解放军第二十二兵团机关办公大楼，即“军垦第一楼”，同时期更名为新疆兵团军垦博物馆。博物馆先后于2010年，2021年完成升级改造。新疆兵团军垦博物馆现有基本陈列《新疆生产建设兵团屯垦戍边历史展》，2023年被选为全国博物馆十大陈列展览精品推介精品奖。截止2021年，博物馆馆藏文物27,659件（套），其中珍贵文物55件（套）。

## 建馆历史

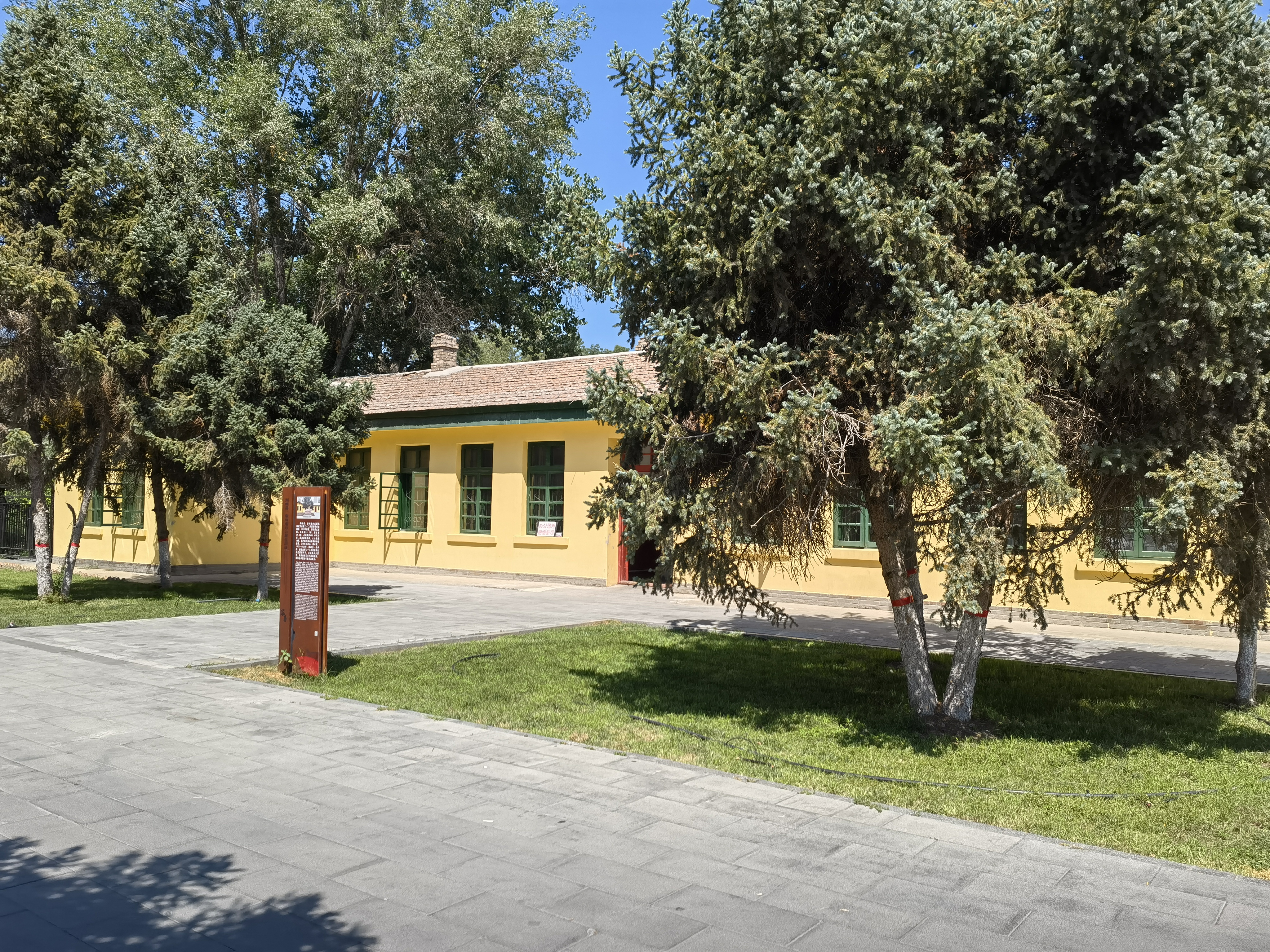
最初的石河子军垦博物馆

### 第二十二兵团领导办公居住旧址时期
新疆兵团军垦博物馆前身为石河子军垦博物馆，1984年新疆生产建设兵团召开的思想政治会议上，农八师（今新疆生产建设兵团第八师）副政委陆振欧提出了建设博物馆的设想。1987年，一次主题为新疆兵团军垦的回顾展在全国农业展览馆展览，这次展览促成了石河子军垦博物馆筹建工作。石河子军垦博物馆于次年开始筹建，1991年3月，在新疆维吾尔自治区政协六届四次会议上，建立博物馆提案得到批复。
1992年8月，中华人民共和国副主席王震在视察石河子后，为石河子军垦博物馆题写馆名。经过一年的全面维修和布展后，博物馆于1995年10月建成开馆。其馆址设在中国人民解放军第二十二兵团领导办公居住旧址，陈展面积仅168平方米。
1998年8月，石河子文物保护管理所正式成立，与军垦博物馆施行一个机构两块牌子。

### 军垦第一楼时期
2004年，被称为“军垦第一楼”的中国人民解放军第二十二兵团机关办公大楼保留外貌，内部修缮后，石河子军垦博物馆与之合并扩建为新疆兵团农垦博物馆，并于10月10日正式对公众开放。博物馆建筑面积近1万平方米，陈展面积扩大到了超过4800平方米，库房面积为1300平方米。新的博物馆征集超过6000件各类文物。2004年开馆时，博物馆分为三大部分，由序厅、大型农机具厅、基本陈列组成。2007年，博物馆收到了由兵团新疆通用航空公司捐赠的退役Y-5运输机和Y-11运输机。2008年3月开始，博物馆免费对外开放。
2006年，博物馆开始修改陈列大纲并十改其稿。2009年12月31日开始进行第二次扩建工程，并于2010年5月1日开馆。新的陈列通过史实结合、线点相交的方式展开，除序厅外分为六个部分，分别是凯歌进疆、艰苦创业、激情燃烧、三个队的作用、再铸辉煌、千古之策。近50米、高超过10米的巨幅屯垦戍边半景画《军垦赞歌》在此时完成并对外开放。陈列展展出900多件实物、1000幅图片。
2021年，为庆祝中国共产党成立100周年，新疆兵团军垦博物馆对其基本陈列《新疆生产建设兵团屯垦戍边历史展》进行第三次全面改造升级。并于8月18日试运营，向公众开放。2020年，新疆兵团军垦博物馆被选为中华民族文化基因库（一期）红色基因库试点单位。2023年，在完成对350件兵团革命文物的二维和三维数据采集工作后，新疆兵团军垦博物馆数字博物馆上线。
2022年7月13日，中国共产党中央委员会总书记、中华人民共和国主席习近平前往新疆兵团军垦博物馆考察。

## 主要陈列

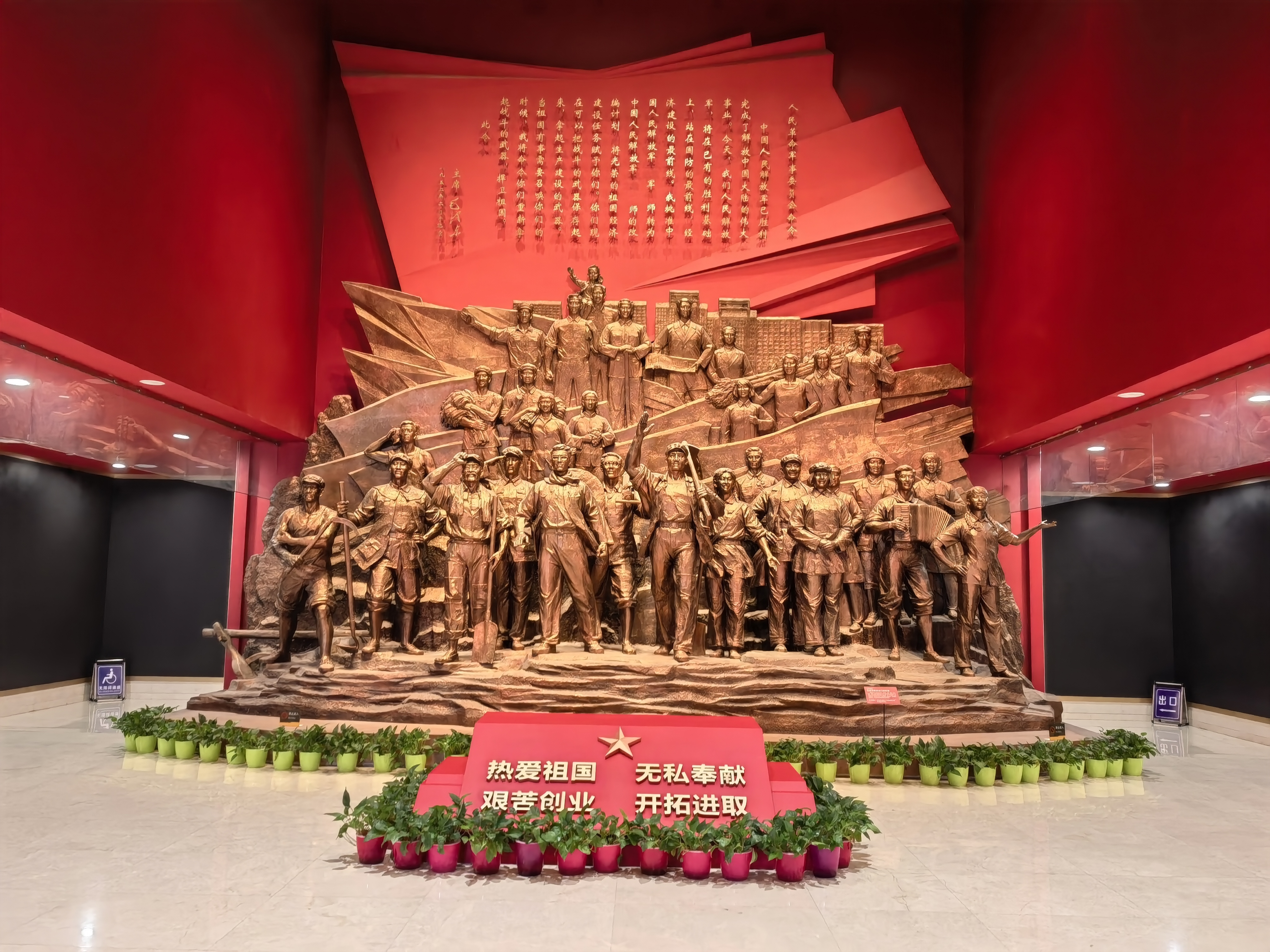
新疆兵团军垦博物馆序厅

### 新疆生产建设兵团屯垦戍边历史展
《新疆生产建设兵团屯垦戍边历史展》是新疆兵团军垦博物馆的基本陈列，陈列以历史编年体与专题相结合为体系分为六个部分，包括序厅“安边固疆、继往开来”“艰苦奋斗、开创基业”“改革开放、开拓进取”“走进新时代、踏上新征程”“弘扬兵团精神、书写时代华章”。博物馆由展厅面积6千平方米，展线大约900米。新的陈列展出超过1500幅图片，1500件（套）文物实物，另外还有超过20块多媒体显示屏、6个触摸互动屏、场景、油画等多种展出方式。陈列展展示新疆生产建设兵团在开发新疆、增进团结、巩固边防等方面的历史。

## 重要文物
截止2021年，新疆兵团军垦博物馆馆藏总数达27659件（套），其中珍贵文物55件（套）。其中缝满近300块补丁的短皮军大衣被视为镇馆之宝。

### 王震印章
王震印章为国家一级革命文物，木质，3.8厘米×2.1厘米。印章是1993年农八师石河子市委组织部工作人员整理库房时被发现，同时发现的还有陶峙岳、张仲瀚、陶晋初的印章，是四人在中国人民解放军第二十二兵团工作时所用印章。1951年，第二十二兵团司令部从迪化迁至石河子，石河子随即成为全疆军垦事业的指挥中心。彼时，兵团主要领导人都在石河子办公。

### 短皮军大衣
短皮军大衣为国家一级革命文物，棉、皮毛质，152厘米×105厘米，军大衣上有296块补丁，年代大约为1950年。军大衣是1990年由农八师一二二团王德明捐。王德明是1949年跟随王震进入新疆的老战士。征集文物时，王德明家中有很多旧军装，军装上有大小不一的不同色补丁。新疆生产建设兵团建设之初，提倡节衣缩食，而开荒生产又容易导致衣物磨损严重，所以会出现补丁摞补丁的衣服。

### 大号坎土曼
大号坎土曼是国家一级革命文物，铁质，经过多年在沙土地使用直径仍有36厘米。坎土曼是新疆少数民族常用的劳动工具，结合铁锹和锄头的功能，在沙壤土地中使用较为方便。大号坎土曼主要用于修建水库和灌渠，是为当时被称为“坎土曼大王”的劳模定做的。

## 评级及获奖
博物馆先后被评为“全国爱国主义教育示范基地”、“全国百家红色旅游经典景区”、“國家4A級旅遊景區”。2009年5月，中国国家文物局公布了首批国家二级博物馆，其中包括新疆兵团军垦博物馆。2023年5月，由中国国家文物局指导，中国博物馆协会、中国文物报社组织开展的第二十届全国博物馆十大陈列展览精品推介中，“新疆生产建设兵团屯垦戍边历史展”获得精品奖。是新疆生产建设兵团文博系统首次获得该奖项。

## 社教活动
每年国际博物馆日，新疆兵团军垦博物馆会举办不同的活动、展览。在博物馆的南广场会举办临时展，比如2022年，举办的《共和国军垦第一城——新疆生产建设兵团第八师石河子市早期城市建设历史展（1950年—1976年）》；2023年举办的《双星耀中华——人民音乐家聂耳、冼星海的革命之路》文物展。除临时展外，国际博物馆日当天还会举办文创集市、舞台剧展演、红色课堂、博物馆之夜等活动。

## 图库
| - 新疆兵团军垦博物馆内一角 - 新疆兵团军垦博物馆内一角 - 新疆兵团军垦博物馆展出的多种开垦工具文物 - 新疆兵团军垦博物馆展出的莫合烟切刀 - 石河子建城时烧制的红砖等文物 - 新疆兵团军垦博物馆展出的陶峙岳印章、党费证等文物 - 新疆兵团军垦博物馆展出的部分文物 - 新疆兵团军垦博物馆展出的各个时期结婚证 - 新疆兵团军垦博物馆展出的《和平解放证明书》 - 中国人民解放军第六军政治部、司令部敬赠给二十二兵团成立大会的锦旗 - 新疆兵团军垦博物馆展出的新陆早33号棉花 - 新疆兵团军垦博物馆内关于医疗卫生的部分展品 - 中国人民解放军进军南疆场景复原 - 新疆兵团军垦博物馆展出的拖拉机 - 新疆兵团军垦博物馆的纪念币 |